# Чешир, Флеминг Дункан
Флеминг Дункан Чешир (англ. Fleming Duncan Cheshire; 4 марта 1849 — 13 июня 1922) — американский бизнесмен, переводчик, генеральный консул США в Китае. Во время ихуэтуаньского восстания находился в Пекине в осаде, пока не был вывезен из страны экспедицией, направленной для освобождения западных дипломатов. После этого активно участвовал в восстановлении торгового оборота между США и Китаем, а также был одним из руководителей программ обмена китайских и американских студентов. Проработал в консульстве 38 лет.

## Биография

### Молодость и ранняя карьера
Родился в Бруклине в 1849 году в семье Джонаса Чешира (англ. Jonas Cheshire), капитана корабля и судебного пристава. Чешир был назван в честь друга отца и партнёра по паромному бизнесу. Получил образование в 1869, закончив ряд частных школ и университетов. Работал на компанию Augustine Heard & Co., которая вскоре отправила его на обучение в Пекин китайскому языку. Чешир умел свободно говорить на кантонском и севернокитайском языках. Флеминг позже писал, что он побрил голову и носил традиционную китайскую одежду, так что он пользовался уважением среди местных жителей. В 1877 году он был назначен переводчиком в американском посольстве в Фучжоу, а в 1878—1879 руководил консульством. В 1882 году был назначен генеральным консулом в Шанхае. С 1884 по 1899 год исполнял обязанности переводчика во время дипломатической миссии в Пекине.

### Ихэтуаньское восстание

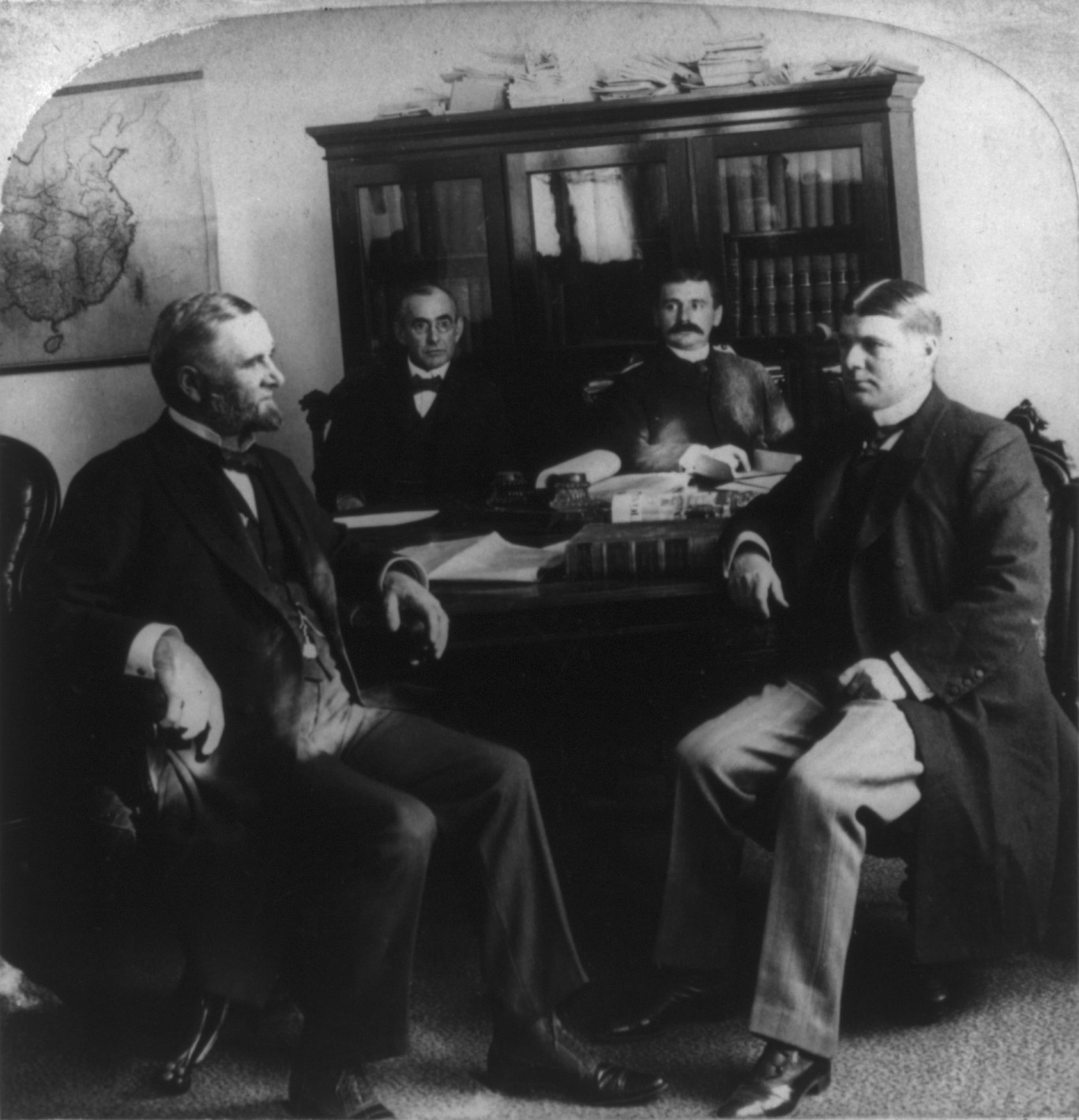
Американская дипломатическая миссия в Беджиинге (около 1901 года)

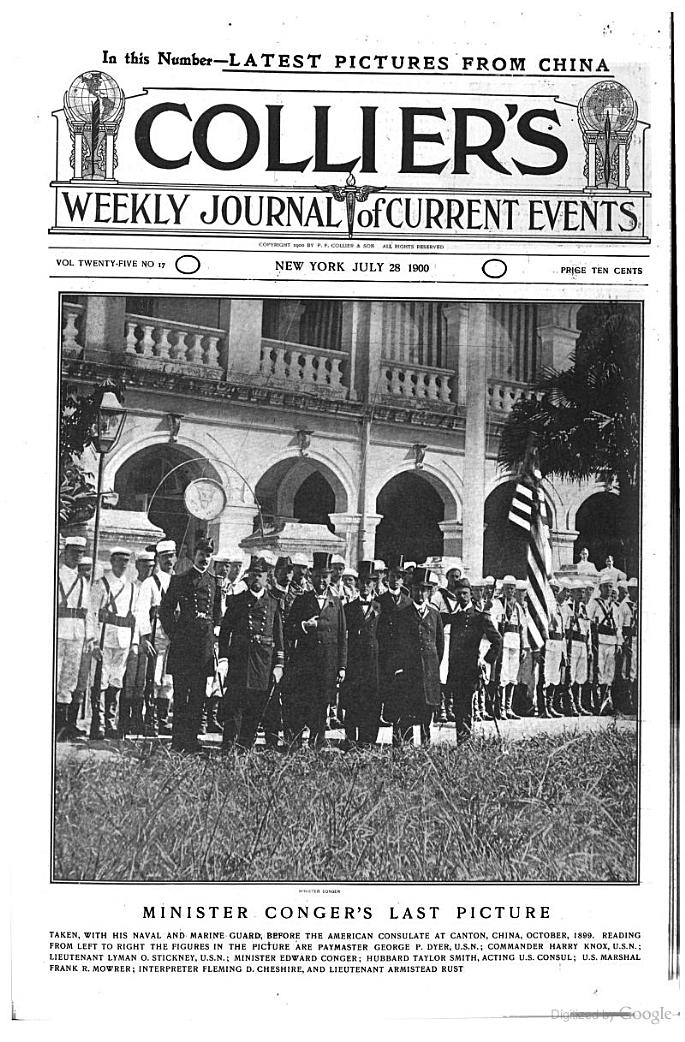
Страница из американской газеты, в которой утверждается, что Чешир (второй слева) и Конгер (в центре) погибли

6 мая 1900 года неизвестный бросил камень в окно пресвитерианской церкви в Пекине, чуть не попав в служителя внутри. Посол США в Китае Эдвин Конгер отправил Чешира — на тот момент он был переводчиком — в цзунли ямэнь, чтобы тот выразил недовольство ситуацией. По дороге он увидел, что китайцы вывешивают плакаты против нахождения иностранных лиц в стране, отметив бездействие властей. Позже прошли массовые протесты, вызвавшие вооруженные столкновения. 19 июня немецкий дипломат был убит на пути в цзунли ямэнь — консульством было принято решение укрыться на территории посольства. В течение 55 дней дипломаты многих стран находились в британском посольстве, в том числе и сам Чешир, так как оно считалось наиболее защищённым. Отмечалось его мужество и устойчивость во время защиты комплекса.
В эти недели на посольство было совершено несколько вооружённых нападений, и к концу июня американские газеты писали, что все американские консулы в Пекине убиты. К 14 июля около трети послов было ранено и убито, а китайские власти лишь только к этому моменту публично заявили о незаконности действий китайских граждан по отношению к дипломатам.

### Поздняя карьера
После восстания, в 1904—1906 годы, работал секретарём полномочного представителя Соединённых Штатов и генеральным консулом в Мукдене. Там он неоднократно выражал недовольство отсутствием безопасности в посольствах. По этому вопросу в 1906 году он встречался с руководством Государственного департамента США, где просил предоставить американских послам нормальные помещения и адекватную защиту, ссылаясь на события во время восстания. 1 июля 1907 года Теодор Рузвельт назначил Чешира генеральным консулом по особым поручениям; в его обязанности входило инспектирование посольств в Китае. Он занимал эту должность до 1911 года, пока не получил своё последнее назначение — генерального консула в Кантоне в 1912—1915 годах.

### Смерть
Во время визита Чешира в Нью-Йорк в 1915 году у него случился инсульт и последовавшийся за ним паралич. Врачи считали выздоровление Флеминга возможным, однако рекомендовали ему уйти в отставку. 13 июня 1922 года он скончался в больнице Нью-Йорка. Похоронен на кладбище Сайпресс-Хиллз.

## Память
Флеминг прожил в Китае около 40 лет и считался лучшим переводчиком в Китайской империи. В 1899 году Конгер писал: «Мистеру Чеширу более пятидесяти лет, он работает в дипломатической миссии почти 15 лет, и если он уйдёт в отставку, то его некем будет заменить». Чешира также интересовала торговля между США и Китаем, так как он был предпринимателем. Читал лекции бизнесменам и давал интерью газетам.